# Somasteroidea
Los somasteroideos (Somasteroidea) son una clase de equinodermos fósiles del subfilo Asterozoa, parecidos a las actuales estrellas de mar y ofiuras. Dependiendo de la clasificación, es un grupo paleozoico extinto (una hipótesis defendido por las publicaciones más recientes), o una clase que contiene solo una especie actual (hipótesis obsoleta por los datos genéticos modernos).

## Características
Los somasteridos parecen estrellas de mar muy aplanadas (con brazos más o menos desarrollados) y bastante rígidas. Estos animales probablemente se adaptaron a consumir detritos en la superficie del sedimento en lugar de a la depredación activa (a diferencia de las estrellas de mar). Este grupo se distingue en particular por su esqueleto altamente desarrollado, formado por una red de osículos unidos por tejido conectivo.

## Registro fósil
Este grupo parece haber tenido una existencia relativamente corta, apareciendo al comienzo del Ordovícico (Tremadociense, hace 510-493 millones de años, justo antes que los otros dos grupos de Asterozoa) para extinguirse alrededor del final del Devónico.

## Taxonomía
Según BioLib, los somasteroideos incluyen cinco géneros en dos familias:
- Familia Archegonasteridae Spencer, 1951 †
  - Género Archegonaster Jaekel, 1923 †
- Familia Chinianasteridae Spencer, 1951 †
  - Género Chinianaster Thoral, 1935 †
  - Género Ophioxenikos Blake & Guensburg, 1993 †
  - Género Thoralaster Shackleton, 2005 †
  - Género Villebrunaster Spencer, 1951 †